# Pseudophilautus hoipolloi
Espèce
Synonymes
- Philautus hoipolloi Manamendra-Arachchi & Pethiyagoda, 2005

Statut de conservation UICN

 LC  : Préoccupation mineure
Pseudophilautus hoipolloi est une espèce d'amphibiens de la famille des Rhacophoridae.

## Répartition
Cette espèce est endémique du Sud-Ouest du Sri Lanka. Elle se rencontre entre 15 et 684 m d'altitude,.

## Description
Pseudophilautus hoipolloi mesure de 22 à 27 mm pour les mâles et jusqu'à 29 mm pour les femelles.

## Étymologie
Son nom d'espèce, du grec hoipolloi, « multiple », à prendre dans le sens de « commun », lui a été donné en référence à sa distribution synanthropique.

## Publication originale
- Manamendra-Arachchi & Pethiyagoda, 2005 : The Sri Lankan shrub-frogs of the genus Philautus Gistel, 1848 (Ranidae: Rhacophorinae), with description of 27 new species. The Raffles Bulletin of Zoology, Supplement Series, no 12, p. 163-303 (texte intégral).